# Bússola quântica aviária
A bússola quântica aviária é um mecanismo pelo qual as aves migratórias julgam a direção pela força do campo magnético, ângulo de inclinação e declinação magnética. A bússola quântica das aves ajuda aos pássaros a distinguir o norte do sul durante suas migrações anuais. 

## Mecanismo
A origem física desses fenômenos ainda não foi totalmente compreendida. As medições apóiam a ideia de que uma proteína nos olhos dos pássaros chamada criptocromo 4, ou CRY4, poderia servir como um sensor magnético. Acredita-se que a sensibilidade magnética dessa proteína dependa da mecânica quântica.